# Erasto Mpemba
Pour les articles homonymes, voir Mpemba.
Erasto Bartholomeo Mpemba, né en 1950 et mort en 2020 ou le 14 mai 2023, est un scientifique tanzanien connu pour avoir découvert, alors qu'il était encore écolier, l'effet Mpemba, phénomène paradoxal dans lequel, sous certaines conditions, l'eau chaude gèle plus rapidement que l'eau froide. Il observa ce phénomène, identifié par divers auteurs comme Aristote ou Descartes mais passé inaperçu depuis la Renaissance, en 1963 alors qu'il préparait de la crème glacée ; l'effet Mpemba a depuis été reproduit expérimentalement.
Il publia un article sur ce phénomène en 1969 alors qu'il était étudiant au collège Mweka (en), à Moshi. Il enchaîna sur des études en gestion des ressources naturelles à l'université de Canberra, en Australie, et obtint une maîtrise à Alpine, au Texas. Il prit ensuite la responsabilité du Département de la faune au ministère des Ressources naturelles et du Tourisme de Tanzanie.